# Taiyesjön
Taiyesjön (太液池; Tàiyèchí) var en konstgjord kejserlig sjö i Peking i Kina uppförd under Yuandynastin (1271–1368). Taiyesjön är idag uppdelad i Beihaisjön, Zhonghaisjön och Nanhaisjön i Xichengdistriktet i västra centrala Peking. Sjöarna formar idag Beihaiparken och Zhongnanhai.

## Historia
År 1179 under Jindynastin byggdes Daningpalatset (大宁宫) runt en sjö norr om huvudstaden Zhongdu (dagens Peking) i området där Beihaiparken finns idag. När Khubilai khan i slutet på 1260-talet uppförde sin huvudstad Khanbalik omformades området till två sjöar. Den norra sjön Jishuitan (积水潭) låg utanför palatsområdet i området som idag är Shichahai. Taiyesjön var den södra sjön och låg direkt väster om kejsarpalatset med ön Wanshou Shan från Jindynastin norr om dess centrum. Ön Wanshou Shan var den enda arkitektur från Zhongdu som mongolerna sparade.
Från Jadekällan i Västra bergen leddes vatten till Taiyesjön. Under den efterföljande Mingdynastin (1368–1644) delades Taiyesjön i två delar (till dagens Beihaisjön och Zhonghaisjön) och expanderades med en södra sjö (dagens Nanhaisjön) vilket bildade de Tre främre haven. Schaktmassorna från utgrävningen av den södra sjön användes för att förstora det konstgjorda berget i Jingshanparken norr om Förbjudna staden. Murarna runt den kejserliga staden expanderades år väster och inneslöt nu även Taiyesjön. Med kanaler förbands Taiyesjön med både inre- och yttre staden. Området runt Zhonghaisjön och Nanhaisjön benämns numer ofta Zhongnanhai.

## Galleri

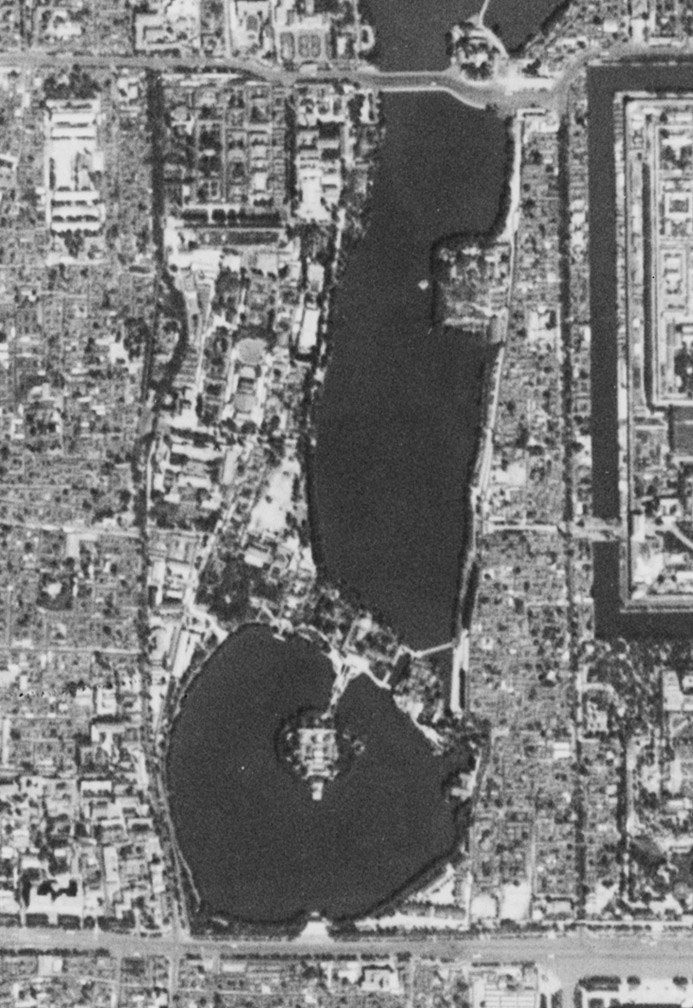
Södra delen av Taiyesjön. (dagens Zhongnanhai). Satellitbild från 1967
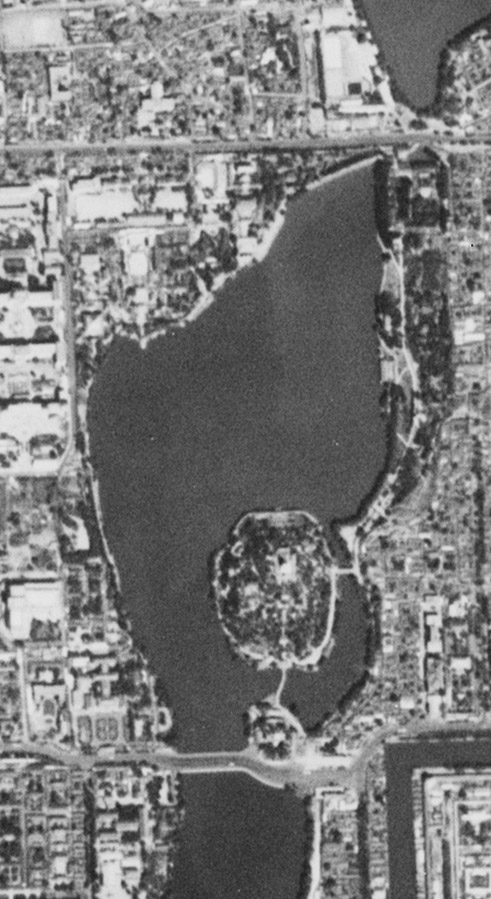
Norra delen av Taiyesjön. (dagens Zhongnanhai). Satellitbild från 1967
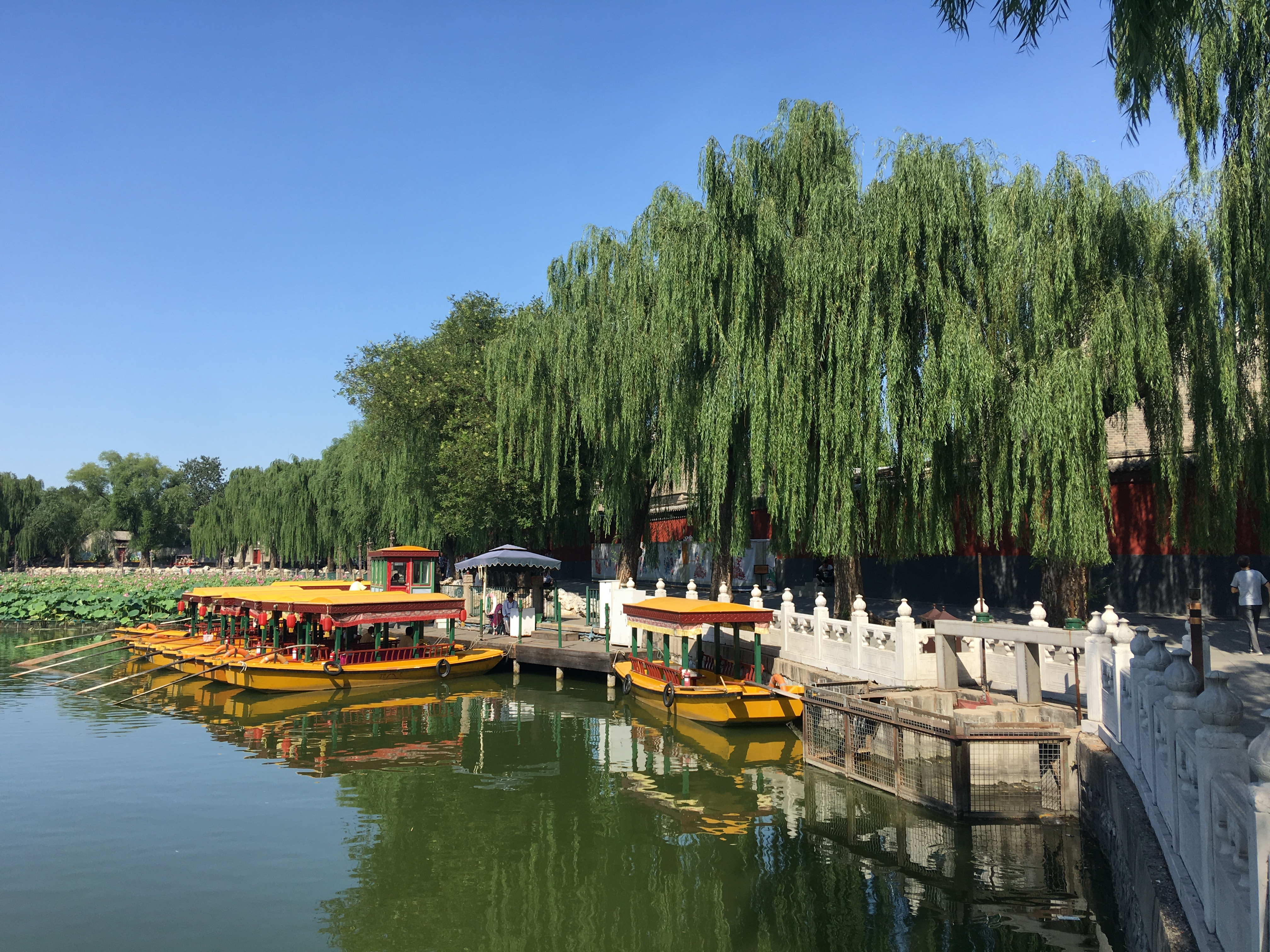
Beihaisjön (2017) som tidigare var norra delen av Taiyesjön.